# Sub Pădure, Mureș
Sub Pădure (în maghiară Erdőalja, în germană Unterwald sau Thalenberg) este un sat în comuna Gănești din județul Mureș, Transilvania, România.

## Obiectiv memorial
Mormântul Eroilor Români din Al Doilea Război Mondial este amplasat în cimitirul din localitate. A fost amenajat în anul 1944 și are o suprafață de 52 mp. Aici sunt înhumați 23 militari români. 

## Populație
Conform Recensământului din 2022 populația localității era de 49 locuitori.

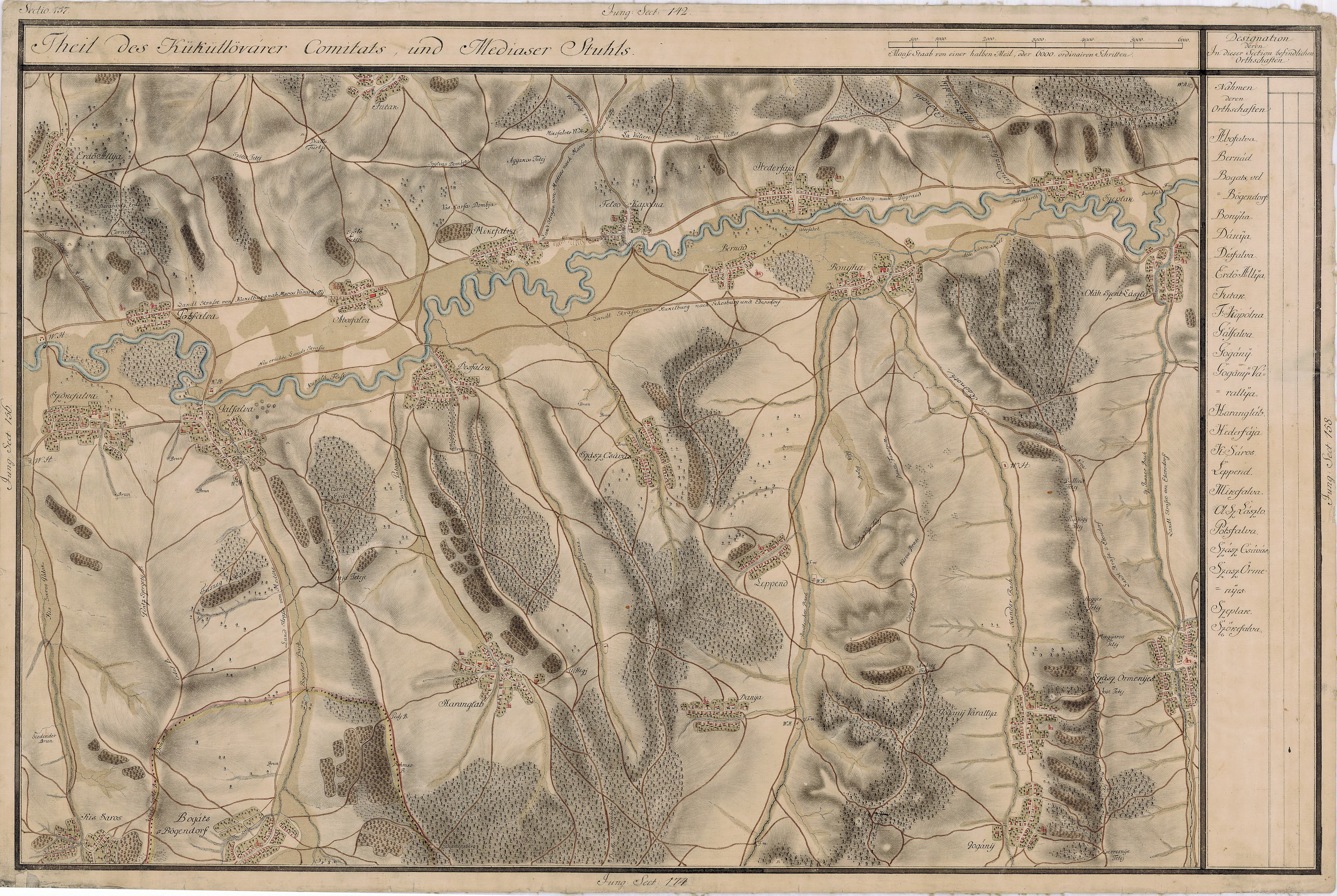
Sub Pădure pe Harta Iosefină a Transilvaniei, 1769-73